# Kellerupkirken
Kellerupkirken er fængselskirke og ligger inden for murene på Statsfængslet i Ringe ca. 21 km NØ for Faaborg (Region Syddanmark).

## Eksterne kilder og henvisninger
- Kellerupkirken på KortTilKirken.dk